# Cody Barton
Cody Likeke Barton (Salt Lake City, Utah, 13 de septiembre de 1996) más conocido como Cody Barton, es un jugador profesional estadounidense de fútbol americano que se desempeña en la posición de linebacker en Washington Commanders, equipo de la National Football League (NFL).

## Carrera
Fue seleccionado en la tercera ronda en la Reunión Anual de Selección de Jugadores de la NFL de 2019. Hizo su debut profesional con el equipo Seattle Seahawks, en el cual jugó cuatro temporadas (2019-2023), luego pasó a Washington Commanders, donde lleva jugando una temporada.